# 羽裂荠属
羽裂荠属（学名：Sophiopsis）是十字花科下的一个属，为一年生或二年生草本植物。该属共有3－4种，分布于中亚。